# Pseudovanilla foliata
Pseudovanilla foliata är en orkidéart som först beskrevs av Ferdinand von Mueller, och fick sitt nu gällande namn av Leslie Andrew Garay. Pseudovanilla foliata ingår i släktet Pseudovanilla och familjen orkidéer. Inga underarter finns listade i Catalogue of Life.

## Bildgalleri

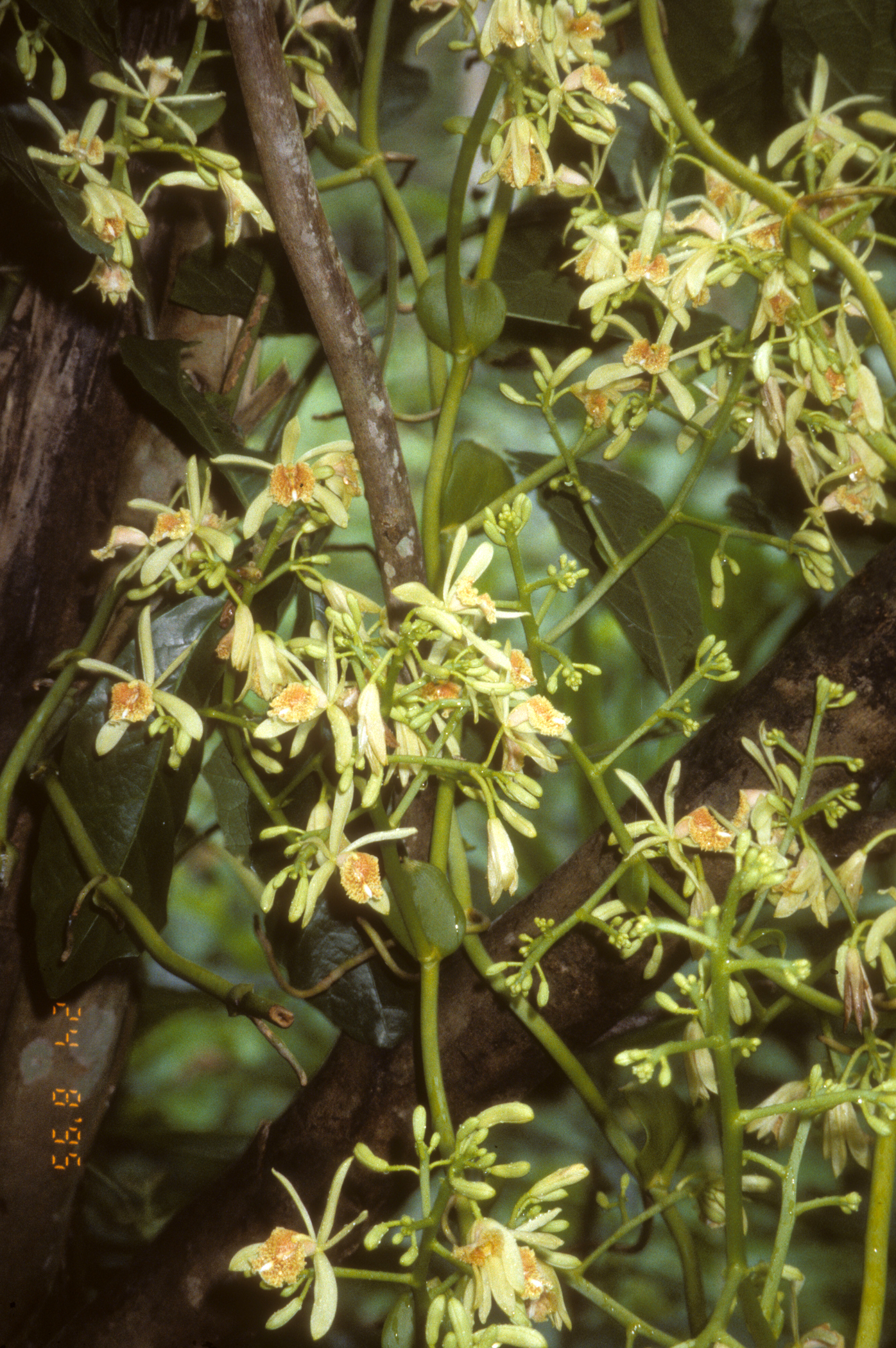
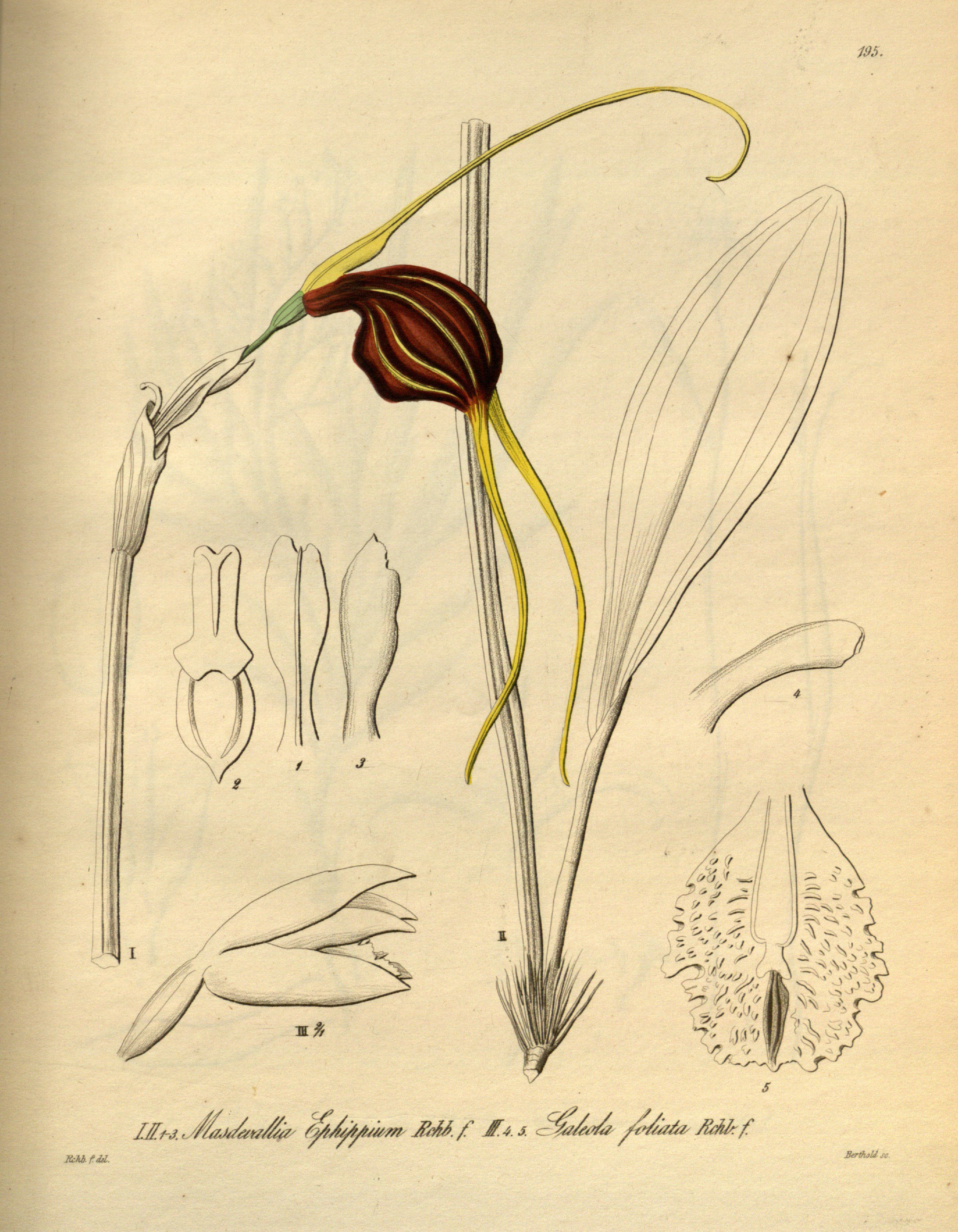
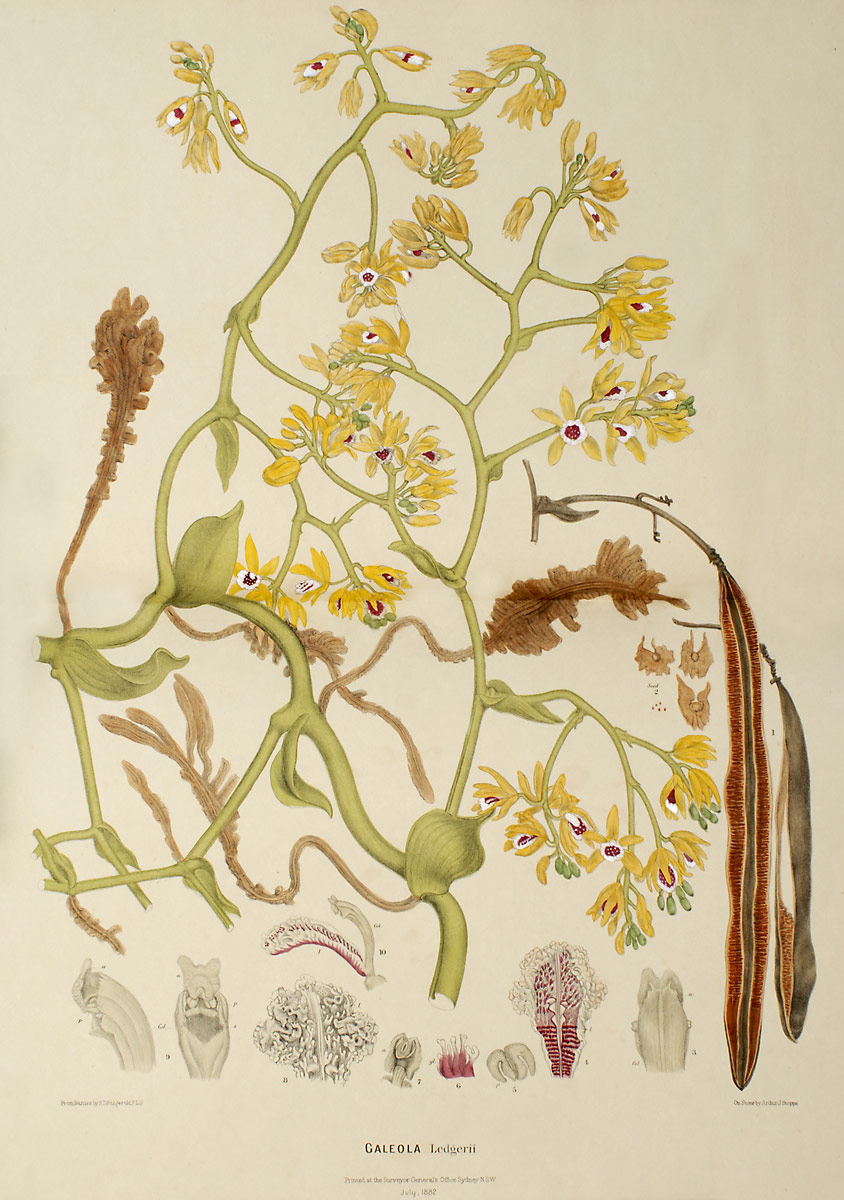
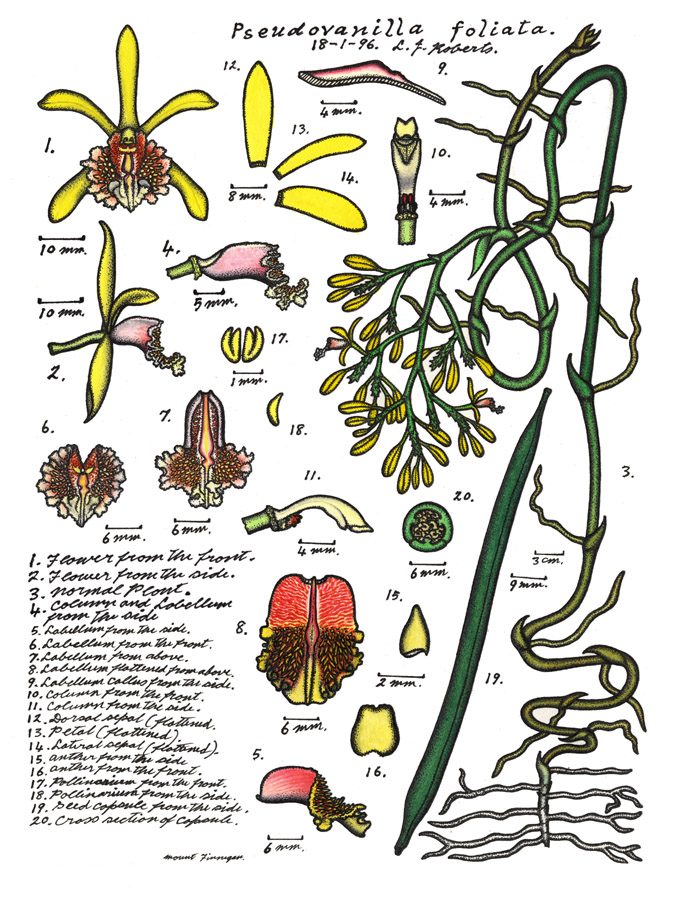